# 青梅竹馬絕對不會輸的戀愛喜劇
《青梅竹馬絕對不會輸的戀愛喜劇》（簡稱）是二丸修一所著的日本輕小說系列，時雨羽衣擔綱插畫。2019年6月至2025年2月由KADOKAWA旗下的電擊文庫發行。本作在《這本輕小說真厲害！2020》文庫部門中排名第5，新作品中排名第2。截至2025年2月，本系列累積銷量逾150萬本。改編漫畫於2019年11月27日發售的《月刊Comic Alive》2020年1月號至2024年7月號連載，由井冬良作畫。由動畫工房製作的改編電視動畫在2021年4月至6月播放。

## 劇情概要
高中一年級的冬天，丸末晴在橋上偶遇班上的美少女作家可知白草，自此就喜歡上她。白草平常貫徹冰山美人的形象，對旁人態度十分冷淡，只對末晴相當友善。當末晴鼓起勇氣準備表白之際，卻意外得知白草已經有男朋友，備受打擊。之前曾向末晴表白但遭拒絕的青梅竹馬志田黑羽在此時從旁教唆：「與其這麼痛苦，不如報復吧？來給她一場最棒的復仇吧！」末晴惱羞成怒，同意了黑羽的說法。目標是可知白草、以「戀愛報復戀愛」的「初戀復仇」自此展開，並將全校捲進一場大騷亂之中。

## 登場人物
丸末晴（聲：松岡禎丞、小市真琴（少年））
本作男主角。高中二年級。前天才童星。因為跟黑羽和白草的關係很好，所以受到班上幾乎所有男生的妒忌。精通土下座，尤其是在道歉或者有求於人時經常使用這個特技，但是白草對於他這樣做損壞自己的形象很傷腦筋。很不會說謊，屬於有話直說的個性，不會隱瞞別人關於自己內心的事情。在性格上略嫌優柔寡斷，很常沒辦法下定主意。喜歡巨乳且好色，故時常會不自覺的看著女性的乳房癡迷而受到吐槽或者制裁。起初並不知道白草就是他小時候的童年玩伴「小白」，但是卻記得小白當時所說「要寫出傑出的劇本讓末晴出演」的夢想。不告而別退出童星界的理由是因為自己母親在出演戲劇的過程中發生了意外，最後導致童星戲劇停止演出，末晴因而默默退出並被下達了封口令封鎖一切有關的消息，故並不是所有人都知道當時的他究竟發生了什麼事情。與小黑協議要在學園舉辦的重頭戲「告白祭」中給可知白草一記華麗的復仇，原先的計畫是告白成功後再狠狠地將對方甩了，最後轉而與小黑告白，但在全校的面前被小黑拒絕，陰錯陽差之下變成三方皆輸的有趣局面。
對於在學園告白祭上當著全校學生的面被小黑拒絕這件事非常耿耿於懷，甚至可以說是顏面丟盡，不明白自己為何告白被拒的同時，聽小黑的妹妹們表示小黑因為這起事件遭受的打擊太大，因而造成失憶的情形，不過後來識破這是小黑自己編出來的謊言並因此吵架。
志田黑羽（聲：水瀨祈）
本作女主角之一，有著蘿莉般的可愛外表，栗色短髮，且身材姣好。高中二年級。末晴的青梅竹馬鄰居，也是同班同學，與可知白草是情敵關係。與末晴私底下之間談話的暱稱是「小黑」，稱末晴為「小晴」。在班上十分受歡迎，性格陽光開朗。身形嬌小，但相比起末晴的性格方面比較像是姐姐。志田家長女。非常喜歡末晴，對於末晴的事情非常關心積極，也是向末晴提出要用「假交往真報復」提案的始作俑者，常常不自覺透露出自己真實的情感，也很常利用這點捉弄他。也因為是鄰居的關係，因此常常到末晴家串門子，順便幫他整理家中環境，但對於品嘗食物方面與普通人相比較為異常（生魚片加蜂蜜、白飯上加大量美乃滋等等）。與末晴協議要在學園舉辦的重頭戲「告白祭」中給阿部學長跟可知白草一記華麗的復仇，原先的計畫是希望末晴向白草告白成功，且白草答應告白後再狠狠地將對方甩了，最後沒想到末晴轉而向自己直球告白，也因為心裡有著在告白祭前被末晴甩了的小小報復心理，所以在全校學生的面前爽快地拒絕了他的告白，陰錯陽差之下變成三方皆輸的有趣局面。
對於在學園告白祭上當著全校學生的面拒絕末晴這件事非常耿耿於懷，甚至可以說是後悔萬分，為了挽回與末晴的感情相處，所以上演了一場失憶的戲碼，但後來被末晴識破並因此吵架。
可知白草（聲：佐倉綾音）
本作女主角之一。高中二年級，黑色長髮美人，漂亮的程度足以登上雜誌，曾獲文學獎的女高中生偶像作家，學校中無人不知的名人。末晴童星時代的青梅竹馬，也是同班同學，與志田黑羽是情敵關係，對身旁的人態度非常冷淡，給人一種冰山美人的印象，而在班上只對末晴友善。非常喜歡末晴。與末晴私底下之間談話的暱稱是「小白」，稱末晴為「小末」。末晴人生第一個喜歡上的人。對末晴友善的原因正是因為喜歡末晴，以及想實現小時候所許下的夢想。小時候笨拙而且沒有自信，也因曾被欺負的關係而不去上學，自從看到末晴出演的童星戲劇之後走出心理陰霾，對於末晴的不告而別認為是他討厭自己的緣故，因此懷有恨意，也因為如此付出一切努力包含得文學獎以及變漂亮讓人覺得可愛等等都是為了向末晴復仇，後來發現是自己的愚蠢而後悔莫及，但同時也更喜歡末晴了。對於自己小時候被末晴誤認為男生的事情相當在意。在學園告白祭之前裝扮成以前小時候的樣子跟末晴坦白，心裡十分感動末晴記得當時小時候的約定。在末晴昏倒被送去保健室時，在他的身邊看照的時候，得知末晴退出童星戲劇界的理由，並反省了沒有去瞭解事情真相就記恨著末晴不告而別的自己。曾經多次引誘末晴告白，但末睛並未發現。原以為末晴跟小黑在交往，所以在情急之下決定跟阿部假扮男女朋友。在告白祭上看到末晴成功復活的童星舞蹈非常感動，本以為自己一直暗戀著的末晴最後會向自己告白，最後卻出現大轉折，被末晴以「曾經愛過的人」為由拒絕，陰錯陽差之下變成三方皆輸的有趣局面。
對於在學園告白祭上當著全校學生的面被末晴拒絕這件事非常耿耿於懷，甚至可以說是後悔萬分，為了挽回末晴的心，仍在繼續努力著讓末晴能向自己告白。
桃坂真理愛（聲：大西沙織）
本作女主角之一。高中一年級。第1卷尾段甫登場的角色，自稱是末晴的妹妹。高中一年級。在電視劇《理想的妹妹》中飾演主角的年輕人氣女演員，在末晴眼裡是童星時代的妹妹般的存在。個性上看起來人畜無害，實際則相當的腹黑，常常利用自己可愛的外表說出會讓別人誤解的話。非常仰慕及喜歡末晴，同時也因為群青同盟跟自己經紀公司間廣告對決的勝負，因而脫離原本的經紀公司並轉學到末晴所就讀的高中。試圖在小黑與小白互相牽制之際，讓末晴轉移焦點喜歡上自己，並打算利用這點搶奪末晴。
甲斐哲彥（聲：島崎信長）
末晴的好友。高中二年級。雖然帥氣，但因性格太過人渣，而在女生之間風評極為惡劣，且思想上相當的討厭有錢人。知道末晴對白草的愛意，並協助他展開「初戀復仇」。是劇中知曉告白祭一切事情來龍去脈的人物之一，在末晴發生告白祭的事件之後將影片上傳到社群網路，沒想到影片意外爆紅，創下了3天就衝破百萬點閱率的熱潮。只會對自己感興趣的人或者事情提供相關的協助。創立了群青同盟的社群網站，同時也是群青同盟各項企劃的主辦人，群青同盟的出道廣告戰以兩倍有餘的觀看數，華麗的擊敗由自己父親所在的經紀公司製作出來的廣告。對於自己在演藝經紀公司的父親恨之入骨，誓言要用自己創立的群青同盟作為演藝公司出道打敗自己父親。
阿部充（聲：寺島拓篤）
高中三年級。父親是演員，自己最近也出道當演員。末晴視為情敵的學長，但是實際上是個大好人，其濫好人的程度使他經常做出即使幫助了末晴自己也得不到什麼好處的行為，但他本人只希望對末晴而言是好的結局。完全明白白草的心意以及末晴的過去狀況故而扮黑臉，是除了哲彥之外第二個知曉告白祭事件來龍去脈的人物之一。本人表示其實是末晴童星時期影劇的影迷。
淺黃玲菜（聲：高柳知葉）
末晴他們的學妹，高中一年級。爆乳，個性聰明伶俐，特徵為明顯的虎牙，萬事屋的協助提供者，只要出得起錢就會提供任何相關方面的服務，唯獨只有性交易方面就算付出多少金錢也不提供。受到哲彥特別的看顧。是哲彥的同父異母的妹妹，但玲菜本人並不知情。對於末晴的行為方面相當毒舌，打從心裡就是看不起他。故意稱末晴為「學常（學長的不正確讀音）」。
志田碧（聲：藤田茜）
志田家二女，中學三年級。身材高挑玲瓏，且擅長運動，網球部分為全國頂尖的程度。個性直率開朗，因為較於男性化所以時常被末晴吐槽，而對於末晴不禮貌的注視會動手制裁他。雖然會拿自家大姊生活習慣開玩笑，但對於自己的大姊狀態實則非常關心，也是在小黑發飆時有辦法攔住她的人之一。因為長期受到末晴照顧的關係，對他有著兄妹之間的好感。
志田蒼依（聲：島袋美由利）
志田家三女，中學一年級。跟朱音是雙胞胎。個性溫柔可人且聰明伶俐，有著不符合外表年紀的成熟思考。對於末晴遭遇到的問題，只要末晴願意跟她訴說，便會正確客觀的給予建議。因為長期受到末晴照顧的關係，對他有著兄妹之間的好感。
志田朱音（聲：日岡夏美）
志田家四女，中學一年級。戴眼鏡。頭腦很好，擁有數檢一級資格。跟蒼依是雙胞胎。個性冷靜沉著，會在觀察後語氣平淡的給予吐槽。如同蒼依一樣，對於末晴遭遇到的問題，會給予正確客觀的建議。因為長期受到末晴照顧的關係，對他有著兄妹之間的好感。
峰芽衣子（聲：M·A·O）
白草在班上的好朋友。
大良儀紫苑（聲：本渡楓）
白草的專屬女僕。
可知總一郎（聲：稻田徹）
白草的父親。
志田銀子（聲：森谷彩子）
志田四姊妹的母親。
桃坂繪里（聲：高橋未奈美）
真理愛的姐姐，大學二年級。國中時輟學犧牲自己的時間打工扶養真理愛，標準的大姊姊個性，收放自如但不失細膩，因為歷經社會磨練故處事圓融。對真理愛相當寵溺，對於敢欺負自己寶貝妹妹的人絕對不會饒恕。
丸末晴的母親
因在拍戲時發生意外而逝世。

## 創作
本作為二丸修一時隔4年再次發行的書籍作品。他在構想新作時，先想出以「復仇」為表面的主題，再想出「會輸的女主角卻勝出」為內裏的主題，再由「會輸的女主角卻勝出」延伸至總是會在故事中輸掉的「青梅竹馬」。因此，想出以「青梅竹馬」為主題已經是構想比較後面的事情。因為二丸很喜歡火焰之紋章系列，所以書中不少角色的名字都參考了該遊戲系列。例如丸末晴（Maru Sueharu）、阿部（Abe）、志田（Shida）、可知（Kachi）、甲斐（Kai）、真理愛（Maria）的名字分別取自馬爾斯（Marth, Marusu）、阿貝爾（Abel）、希達（Sheeda）、卡秋雅（Catria, Kachua）、凱因（Cain, Kain）和瑪利亞（Maria）。另外，主要女角色的名字會加上顏色。
本作由時雨羽衣擔綱插畫。小說以兩個人為封面，這是二丸向時雨羽衣要求的。此外，第2卷封面本來是黑羽喂末晴吃煎雞蛋的畫面，但時雨羽衣認為煎雞蛋會跟白色背景混在一起，所以將之改為章魚香腸。

## 宣傳
本作為紀念第2卷出版，製作了一段宣傳影片，於2019年9月26日上傳到電擊文庫的YouTube頻道。影片的旁白是稻田徹，並由水瀨祈和佐倉綾音兩名聲優為兩名女主角配音。桃坂真理愛亦有在影片中出現，但當時未公布聲優的身份。水瀨和佐倉二人亦分別在本作第1卷和第2卷的書腰包裝上推薦此書。影片至今在YouTube的觀看次數逾120萬次。
本作曾在劇場版動畫《不起眼女主角培育法 Fine》上映第3週贈送的短篇小說中被提及，文中提到同樣是男主角青梅竹馬的澤村·史賓瑟·英梨梨最近很喜歡看《青梅竹馬絕對不會輸的戀愛喜劇》一書。此外，在現實中，英梨梨也作為「推薦人物」出現在第3卷的書腰包裝上。書腰上寫有英梨梨對黑羽說的話：「黑羽（黑色的），你會勝出的吧？不會輸給甚麼女高中生作家的吧……？」，恰好對應《不起眼女主角培育法》中另一女主角、既是情敵也是女高中生作家的霞之丘詩羽，以及首次在封面登場的白草。本作作者二丸為此在Twitter上對丸戶史明和深崎暮人接受推薦邀約一事表達感謝。
電擊文庫在2020年4月已公布將會製作第2條宣傳影片的消息，當時尚未公佈桃坂真理愛聲優的身份。第2條宣傳影片以紀念第4卷出版（6月10日出版）的名義，於同年6月5日上載至電擊文庫YouTube頻道；公佈桃坂真理愛的聲優為大西沙織。影片至今在YouTube的觀看次數逾30萬次。
2021年2月22日，兩條宣傳影片以紀念漫畫第2卷出版的名義，上載至電擊文庫YouTube頻道。內容為由水瀨祈和佐倉綾音聲演的兩名女主角，在各自的影片中不斷說出「喜歡你」的台詞。

## 迴響
本系列發行時曾多次再版；在二丸之前的作家生涯中，他未曾有作品能夠再版。在2019年11月時累積發行量突破10萬本，12月時突破15萬本，2020年1月時突破20萬本，2020年6月時突破30萬本。截至2020年10月（宣佈動畫化時），本系列累積發行逾50萬本。截至2021年3月（動畫播映前一個月），系列累積發行逾80萬本。
二丸的出道作《Gifted》（ギフテッド）的2卷分別於2011年11月10日和2012年5月10日發售，挾帶着本系列的高知名度，得以在發售9年後的2020年12月25日初次再版。二丸分析，由於在第1卷出版當時自己從未試過再版，也沒有獲獎經歷，故並未獲得出版社大力宣傳；因此本作初期銷量之高，應該是因為書名和封面插圖。在這之後因銷量良好，才獲得製作宣傳影片的機會。宣傳影片在第2卷發行前公開後，系列銷量獲爆發性的增長。第2卷發行後的反響之大，讓已當兼職作家十年的他下定決心在2019年末向公司辭職，準備當全職作家。
本作在《這本輕小說真厲害！2020》文庫部門中排名第5，新作品中排名第2。翌年在文庫部門中排名第17。

## 跨媒體

### 漫畫
改編漫畫於2019年11月27日發售的《月刊Comic Alive》2020年1月號開始連載，由井冬良作畫。第1卷於2020年5月23日出版，出版至今共4卷。
外傳漫畫《鄰居四姊妹絕對會溫韾的日常》由2021年1月27日起於《月刊Comic Alive》3月號開始連載，由作畫。原作故事會由二丸撰寫。內容圍繞志田家的四姊妹。

### 廣播劇CD
2020年9月7日，宣布發行廣播劇CD，聲優陣容包括宣傳影片的3人。廣播劇CD包括兩篇if線故事，由作者二丸修一撰寫，分別為小說第6卷附送的《假如那個時候已經跟黑羽交往了》（もしあのとき黒羽と付き合っていたら）和漫畫第2卷附送的《假如那個時候已經跟白草交往了》（もしあのとき白草と付き合っていたら）。小說第6卷和漫畫第2卷原定於2021年2月10日同時發售，但因製作進程問題延期至2月22日發售。

### 其他
由2020年5月13日開始，官方Twitter帳戶逢星期三刊載由繪畫的插圖。

## 出版書籍

### 輕小說
| 卷數 | 電擊文庫（KADOKAWA） | 電擊文庫（KADOKAWA）                                              | 台灣角川       | 台灣角川                                           |
| 卷數 | 發售日期             | ISBN                                                              | 發售日期       | ISBN／EAN                                          |
| ---- | -------------------- | ----------------------------------------------------------------- | -------------- | -------------------------------------------------- |
| 1    | 2019年6月8日         | ISBN 978-4-04-912524-5                                            | 2021年2月4日   | ISBN 978-986-524-249-7                             |
| 2    | 2019年10月10日       | ISBN 978-4-04-912852-9                                            | 2021年5月24日  | ISBN 978-986-524-419-4 EAN 4713510138557（特裝版） |
| 3    | 2020年2月7日         | ISBN 978-4-04-912899-4                                            | 2021年6月24日  | ISBN 978-986-524-551-1                             |
| 4    | 2020年6月10日        | ISBN 978-4-04-913213-7                                            | 2021年9月27日  | ISBN 978-986-524-770-6                             |
| 5    | 2020年10月10日       | ISBN 978-4-04-913371-4                                            | 2022年1月27日  | ISBN 978-626-321-117-9                             |
| 6    | 2021年2月22日        | ISBN 978-4-04-913496-4 ISBN 978-4-04-913497-1（附廣播劇CD特裝版） | 2022年4月14日  | ISBN 978-626-321-348-7                             |
| 7    | 2021年4月9日         | ISBN 978-4-04-913736-1                                            | 2022年6月27日  | ISBN 978-626-321-527-6                             |
| 8    | 2021年6月10日        | ISBN 978-4-04-913737-8                                            | 2022年8月18日  | ISBN 978-626-321-674-7                             |
| 9    | 2022年2月10日        | ISBN 978-4-04-913902-0                                            | 2022年12月21日 | ISBN 978-626-352-080-6                             |
| 10   | 2022年10月7日        | ISBN 978-4-04-914227-3                                            | 2023年10月18日 | ISBN 978-626-378-046-0                             |
| 11   | 2023年6月9日         | ISBN 978-4-04-914808-4                                            | 2024年2月19日  | ISBN 978-626-378-601-1                             |
| 12   | 2024年3月8日         | ISBN 978-4-04-915133-6                                            |                |                                                    |
| 13   | 2025年2月7日         | ISBN 978-4-04-915704-8                                            |                |                                                    |

### 漫畫
本篇
| 卷數 | KADOKAWA       | KADOKAWA                                                          | 台灣角川      | 台灣角川               |
| 卷數 | 發售日期       | ISBN                                                              | 發售日期      | ISBN                   |
| ---- | -------------- | ----------------------------------------------------------------- | ------------- | ---------------------- |
| 1    | 2020年5月23日  | ISBN 978-4-04-064697-8                                            | 2021年6月24日 | ISBN 978-986-524-554-2 |
| 2    | 2021年2月22日  | ISBN 978-4-04-680003-9 ISBN 978-4-04-680004-6（附廣播劇CD特裝版） | 2021年9月27日 | ISBN 978-986-524-741-6 |
| 3    | 2021年4月23日  | ISBN 978-4-04-680385-6                                            | 2022年5月12日 | ISBN 978-626-321-449-1 |
| 4    | 2021年11月22日 | ISBN 978-4-04-680870-7                                            | 2023年2月23日 | ISBN 978-626-352-249-7 |
| 5    | 2022年10月21日 | ISBN 978-4-04-681769-3                                            |               |                        |
| 6    | 2023年3月23日  | ISBN 978-4-04-682247-5                                            |               |                        |
| 7    | 2023年11月22日 | ISBN 978-4-04-682747-0                                            |               |                        |
| 8    | 2024年8月23日  | ISBN 978-4-04-683639-7                                            |               |                        |

外傳
| 卷數 | KADOKAWA      | KADOKAWA               |
| 卷數 | 發售日期      | ISBN                   |
| ---- | ------------- | ---------------------- |
| 1    | 2021年5月21日 | ISBN 978-4-04-680386-3 |
| 2    | 2022年2月22日 | ISBN 978-4-04-680869-1 |
| 3    | 2023年3月23日 | ISBN 978-4-04-682248-2 |

## 電視動畫
《青梅竹馬絕對不會輸的戀愛喜劇》的改編電視動畫由2021年4月至6月播放，由動畫工房負責製作。

### 宣傳、消息公佈
本作將獲改編為電視動畫的消息在2020年10月3日的「廣播劇CD紀念特別節目」YouTube直播上公布，在宣傳影片和廣播劇CD中為女主角群配音的水瀨祈、佐倉綾音和大西沙織有出席該節目。在直播節目上，除了播放了預告影片外，也公布了播映年份、主要製作人員和聲優陣容。改編電視動畫將於2021年播映，由動畫工房負責製作。水瀨、佐倉和大西將繼續為三名女主角配音，男主角和男二則由松岡禎丞和島崎信長配音。原作插畫師時雨羽衣為動畫化繪畫了紀念插圖。
2021年1月29日，正式宣佈動畫將於2021年4月播映。2月19日，公佈主題曲歌名和歌手。3月1日，公開部份劇照、角色圖，並公佈播映日期為4月14日，以及播映電視台詳情。
2021年3月7日，松岡禎丞、佐倉綾音、大西沙織和島崎信長出席「KADOKAWA 輕小說EXPO 2020」網絡直播舞台活動，活動中公開主視覺圖、宣傳影片、追加製作人員名單、阿部充一角的聲優，以及公佈d動畫商城會是獨佔最早播映時段的網絡平台。宣傳影片中能聽到一部份的片頭曲。3月27日，水瀨、佐倉和大西出席AnimeJapan 2021的網絡直播舞台活動。
2021年4月22日至7月31日期間，跟岐阜縣赤十字社血液中心舉辦合作活動，捐血者可獲得電視動畫相關贈品，送完即止。

### 製作
據二丸在訪談中透露，由第1卷發售的2019年6月算起，不足1年內已經定下動畫化的計劃。另外據水瀨祈在訪談中透露，她在輕小說製作第2條宣傳影片時得知動畫化的消息，表示動畫化來得比她想像中快。
二丸被製作組問及有甚麼要求時，出於覺得宣傳影片的觀看次數已多達破百萬次，應該有不少讀者會以該聲音形象來閱讀小說，故請求製作組「起用跟宣傳影片一樣的聲優」。二丸也有為故事劇本提出了不少意見，出席了全部劇本會議。二丸修一和時雨羽衣有參與第一集的配音。
然而，二丸在動畫動畫放送中兩度受挫——先是看到第2話就放棄追番，後來勉強看到第4話便徹底棄番。其輕小說原作雖曾創下第1卷22個月內19次再版（全系列累計54次）的紀錄，但動畫化後三年間銷量零增長，最終導致他停筆半年，並公開評價此次動畫化以失敗告終。

#### 製作人員
- 原作：二丸修一、時雨羽衣
- 導演：直谷隆
- 副導演：淺見松雄
- 系列構成：富田賴子
- 編劇：富田賴子、久尾步、高木聖子
- 主角色設計：直谷隆
- 副角色設計：曾我篤史
- 美術：椋尾工作室（ムクオスタジオ）
- 色彩設計：真壁源太
- 攝影監督：杉浦誠一
- 剪輯：坪根健太郎（REAL-T）
- 音響監督：本山哲
- 音響效果：白石唯果
- 音響製作：Delfi Sound（デルファイサウンド）
- 音樂：Akiyoshi Yasuda
- 音樂製作：KADOKAWA
- 動畫製作：動畫工房[68]
- 製作：

### 主題曲
片頭曲《Chance! & Revenge!》
作詞、作曲、編曲：，主唱：安月名莉子
片尾曲《戰略上不可預測的戀愛喜劇片尾曲》（戦略的で予測不能なラブコメディのエンディング曲）
作詞、作曲、編曲：篠崎絢人、橘亮祐，主唱：志田黑羽（水瀨祈）、可知白草（佐倉綾音）
插曲
《兒童之星》（チャイルド・スター）（第3集）
作詞、作曲：ANCHOR，編曲：ZiNG、ANCHOR，主唱：丸末晴（松岡禎丞）、阿部充（寺島拓篤）
（第6集）
作詞、作曲、主唱：伊東歌詞太郎，編曲：akkin
（第6集）
作詞：ANCHOR，作曲：ANCHOR、Nob，編曲：ANCHOR、ZiNG、瀬恒啓，主唱：SiN

### 各集列表
| 集數 | 日文標題         | 中文標題                     | 劇本     | 分鏡            | 演出            | 作畫監督                                                                      | 總作畫監督                          | 首播日期       | 原作   |
| ---- | ---------------- | ---------------------------- | -------- | --------------- | --------------- | ----------------------------------------------------------------------------- | ----------------------------------- | -------------- | ------ |
| 1    |                  | 青梅竹馬絕對不會輸的戀愛喜劇 | 富田賴子 | 直谷隆          | 淺見松雄        | 小倉寬之、橋口隼人 山本恭平                                                   | 熊谷勝弘                            | 2021年 4月14日 | 第一卷 |
| 2    |                  | 他與她與她的情況             | 富田賴子 | 金成旻          | 金成旻          | 平塚智哉、立口德孝                                                            | 曾我篤史                            | 4月21日        | 第一卷 |
| 3    |                  | 我，完成初戀復仇             | 富田賴子 | 大空茜音 直谷隆 | 直谷隆          | 立口德孝、小倉寬之 平塚知哉                                                   | 平塚知哉                            | 4月28日        | 第一卷 |
| 4    |                  | 桃坂真理愛來襲               | 久尾步   | 白幡良志之      | 白幡良志之      | Kang Hyeon-guk Shin Seong-min Park Sang-ho Hwang Seong-won 立口德孝、平塚知哉 | 曾我篤史                            | 5月5日         | 第二卷 |
| 5    |                  | 失憶少女                     | 久尾步   | 西田正義        | 淺見松雄        | 小倉寛之、橋口隼人 中島大智、館崎大 山崎輝彥                                  | 曾我篤史                            | 5月12日        | 第二卷 |
| 5    | 章魚小香腸的陷阱 |                              | 久尾步   | 西田正義        | 淺見松雄        | 小倉寛之、橋口隼人 中島大智、館崎大 山崎輝彥                                  | 曾我篤史                            | 5月12日        | 第二卷 |
| 6    |                  | 最後笑著的人                 | 高木聖子 | 西田正義        | 淺見松雄        | 立口德孝 Zearth Sato 曾我篤史、小倉寛之 中島大智、壽門堂                      | 平塚知哉                            | 5月19日        | 第二卷 |
| 7    |                  | 對了，去沖繩吧！             | 富田賴子 | 金成旻          | 金成旻          | Kang Hyeon-guk Shin Seong-min Kim Jong-beom Kim Eun-sook Kim Da-hui           | 曾我篤史                            | 5月26日        | 第三卷 |
| 8    |                  | 逆襲的白草                   | 高木聖子 | 白幡良志之      | 淺見松雄        | 小倉寛之、橋口隼人 中島大智、壽門堂                                           | 曾我篤史                            | 6月2日         | 第三卷 |
| 9    |                  | Paradise SOS                 | 久尾步   | 荒井省吾        | 荒井省吾        | 小倉寬之、橋口隼人 壽門堂                                                     | 熊谷勝弘                            | 6月9日         | 第三卷 |
| 10   |                  | 少女們的密談                 | 高木聖子 | 西田正義        | 淺見松雄 金成旻 | Kang Hyeon-guk Hwang Seong-won                                                | 曾我篤史                            | 6月16日        | 第四卷 |
| 11   |                  | 抓住那一天的我               | 久尾步   | 金成旻          | 金成旻          | 立口德孝、中島大智 壽門堂                                                     | 平塚知哉                            | 6月23日        | 第四卷 |
| 12   |                  | 預約女友                     | 富田賴子 | 直谷隆          | 直谷隆          | 立口德孝、中島大智 小倉寬之、橋口隼人 壽門堂                                  | 曾我篤史 熊谷勝弘 平塚知哉 永井克人 | 6月30日        | 第四卷 |

### 播放平台
日本深夜動畫：下文記載的日本国内播放時間使用日本標準時間（UTC+9）表示。因為部分時間标识會採用30小时制，因此請留意这类超过24:00的时间，其實際播放時間為翌日清晨。
| 播放日期               | 播放時間（UTC+9）    | 播放電視台 | 播放地區 | 備註                 |
| ---------------------- | -------------------- | ---------- | -------- | -------------------- |
| 2021年4月14日－6月30日 | 星期三 21:00 - 21:30 | AT-X       | 日本全國 | 衛星電視，有重播     |
| 2021年4月14日－6月30日 | 星期三 24:00 - 24:30 | SUN電視台  | 兵庫縣   |                      |
| 2021年4月14日－6月30日 | 星期三 25:05 - 25:35 | TOKYO MX   | 東京都   |                      |
| 2021年4月14日－6月30日 | 星期三 25:05 - 25:35 | KBS京都    | 京都府   |                      |
| 2021年4月14日－6月30日 | 星期三 26:35 - 27:05 | 愛知電視台 | 愛知縣   |                      |
| 2021年4月15日－7月1日  | 星期四 23:00 - 23:30 | BS11       | 日本全國 | 衛星電視，ANIME+節目 |

| 播放日期               | 更新時間（UTC+9） | 播放平台  | 備註 |
| ---------------------- | ----------------- | --------- | ---- |
| 2021年4月14日－6月30日 | 星期三 24:00      | d動畫商城 |      |
| 2021年4月17日－7月3日  | 星期六 24:00      | ABEMA     |      |

| 播放地區                         | 播放平台                  | 播放日期                                                    | 播放時間（UTC+8）                     | 字幕語言                | 備註   |
| -------------------------------- | ------------------------- | ----------------------------------------------------------- | ------------------------------------- | ----------------------- | ------ |
| 東盟、印度、孟加拉、尼泊爾、不丹 | Muse Asia YouTube頻道     | 2021年4月14日－6月30日                                      | 星期三 21:30                          | 簡體中文、英文          | [ 74 ] |
| 馬來西亞、汶萊                   | Muse Malaysia YouTube頻道 | 2021年4月14日－6月30日                                      | 星期三 21:30                          | 簡體中文、 馬來文、英文 | [ 75 ] |
| 香港、澳門                       | 木棉花香港YouTube頻道     | 2021年4月14日－6月30日                                      | 星期三 21:30                          | 繁體中文                | [ 76 ] |
| 臺灣                             | 巴哈姆特動畫瘋            | 2021年4月14日－6月30日                                      | 星期三 21:30                          | 繁體中文                | [ 77 ] |
| 臺灣                             | 中華電信MOD               | 2021年4月14日－6月30日                                      | 星期三 21:30                          | 繁體中文                | [ 77 ] |
| 臺灣                             | Hami Video                | 2021年4月14日－6月30日                                      | 星期三 21:30                          | 繁體中文                | [ 77 ] |
| 臺灣                             | LiTV 線上影視             | 2021年4月14日－6月30日                                      | 星期三 21:30                          | 繁體中文                | [ 77 ] |
| 臺灣                             | myVideo 影音隨看          | 2021年4月14日－6月30日                                      | 星期三 21:30                          | 繁體中文                | [ 77 ] |
| 臺灣                             | 遠傳friDay影音            | 2021年4月14日－6月30日                                      | 星期三 21:30                          | 繁體中文                | [ 77 ] |
| 臺灣                             | 中嘉bb寬頻.bbTV           | 2021年4月14日－6月30日                                      | 星期三 21:30                          | 繁體中文                | [ 77 ] |
| 臺灣                             | KKTV                      | 2021年4月14日－6月30日                                      | 星期三 21:30                          | 繁體中文                | [ 77 ] |
| 臺灣                             | LINE TV                   | 2021年4月14日－6月30日                                      | 星期三 21:30                          | 繁體中文                | [ 77 ] |
| 臺灣                             | Yahoo TV 一起看           | 2021年4月14日－6月30日                                      | 星期三 21:30                          | 繁體中文                | [ 77 ] |
| 臺灣                             | bilibili                  | 2021年4月14日－6月30日                                      | 星期三 21:30                          | 繁體中文                | [ 77 ] |
| 臺灣                             | CATCHPLAY                 | 2021年4月14日－6月30日                                      | 星期三 21:30                          | 繁體中文                | [ 77 ] |
| 臺灣                             | 木棉花台灣YouTube頻道     | 第1－3集：2021年5月8日－10日 第4集起：2021年5月11日－7月6日 | 第1－3集：19:30 第4集起：星期二 23:00 | 繁體中文                | [ 78 ] |
| 中國                             | 嗶哩嗶哩                  | 2021年4月14日－6月30日                                      | 星期三 21:00                          | 簡體中文                | [ 79 ] |

### 藍光&DVD
| 卷數 | 發行日期       | 收錄話數       | 規格編號   | 規格編號   |
| 卷數 | 發行日期       | 收錄話數       | 藍光一般版 | DVD一般版  |
| ---- | -------------- | -------------- | ---------- | ---------- |
| 1    | 2021年7月28日  | 第1集－第3集   | ZMXZ-14881 | ZMBZ-14891 |
| 2    | 2021年8月25日  | 第4集－第6集   | ZMXZ-14882 | ZMBZ-14892 |
| 3    | 2021年9月29日  | 第7集－第9集   | ZMXZ-14883 | ZMBZ-14893 |
| 4    | 2021年10月27日 | 第10集－第12集 | ZMXZ-14884 | ZMBZ-14894 |

### 評價
2021年8月28日，動畫新聞網的一位編者Kim Morrissy在對改編電視動畫的評價中，其首段提到「這部作品是對智商的侮辱」（An insult to your intelligence）。最後在總結提到「第一段劇情（前三集）有個有趣的結尾」（First arc has a funny ending）但「角色不討喜」（Unlikable characters），並給予該作品整體評分D。
另外，動畫在放送後不久，作畫崩壞極其明顯，甚至在學園告白祭的劇情段上出現了知名的“崩壞舞”，導致該作IP徹底負評如潮，造成原作銷量大減的負面效應。作者二丸修一在小說最終卷發售出面發文感慨，說自從動畫化引發負評如潮以來，原作的銷量也連帶走下坡。最後一集的發行量，甚至連第1卷的10分之1都不到。

## 外部連結
- 電擊文庫特設網站（日語）
- 《青梅竹馬絕對不會輸的戀愛喜劇》的X（前Twitter）（日語）
- 漫畫《青梅竹馬絕對不會輸的戀愛喜劇》連載網站（日語）
  - 漫畫《鄰居四姊妹絕對會溫韾的日常》連載網站（日語）
- 電視動畫《青梅竹馬絕對不會輸的戀愛喜劇》官方網站（日語）
- 【試閱】《青梅竹馬絕對不會輸的戀愛喜劇》青梅竹馬幫我向初戀對象復仇 - 巴哈姆特電玩資訊站（繁體中文）